# Soledad (Kalifornija)
Soledad je grad u američkoj saveznoj državi Kalifornija. Prema popisu stanovništva iz 2010. u njemu je živjelo 25.738 stanovnika.